# Estació d'Horta de Sant Joan
Horta de Sant Joan va ser una estació ferroviària situada al municipi català d'Horta de Sant Joan, a la Terra Alta. Pertanyia al ferrocarril del Val de Zafan, que va estar operatiu entre 1942 i 1973. En l'actualitat l'estació es troba fora de servei, si bé el conjunt ferroviari ha estat incorporat a la Via verda de la Terra Alta.

## Història
Els projectes per a la construcció de l'anomenat ferrocarril del Val de Zafan daten del segle xix , si bé les obres de la secció compresa entre Alcanyís i Tortosa no es van posar en marxa fins a la dècada de 1920. Al juny de 1938, en plena Guerra Civil, el ferrocarril va arribar a Horta de Sant Joan, arribant a experimentar un gran trànsit durant la batalla de l'Ebre. A l'any següent començarien a operar els serveis regulars de passatgers en el trajecte comprès entre Alcanyís i Bot. El tram restant fins a Tortosa va ser completat al setembre de 1941, entrant en servei tota la línia a l'any següent..En aquell moment l'estació d'Horta de Sant Joan, igual que la línia fèrria, havia passat a les mans de l'acabada de crear RENFE.
Afrontant una forta decadència, el 1973 la línia va ser clausurada al trànsit per RENFE, sent aixecades les vies el 1995. Anys després l'entorn de l'estació va ser rehabilitat i incorporat al traçat de la Via verda de la Terra Alta.

## Característiques
L'estació comptava amb un edifici de viatgers, un moll de càrrega i una platja de quatre vies —tres d'elles passants i una via morta—.